# Chapelle Saint-Étienne-Saint-Henri de Colombes
La chapelle Saint-Étienne-Saint-Henri de Colombes dans les Hauts-de-Seine est un lieu de culte catholique.

## Histoire
Construite par l'Œuvre des Chantiers du Cardinal, qui en confie les plans à l'architecte Henri Vidal, elle a été inaugurée en décembre 1936, et ses cloches bénies en mars 1938 par le cardinal Verdier.
Touché par les bombardements alliés au printemps 1942 qui endommagent la façade et le clocher-mur, son campanile est reconstruit en 1955.
Deux bombardements lors de la dernière guerre ont endommagé la façade et le clocher-mur, sans toucher au gros œuvre. La reconstruction en a un peu modifié l’aspect.

## Description

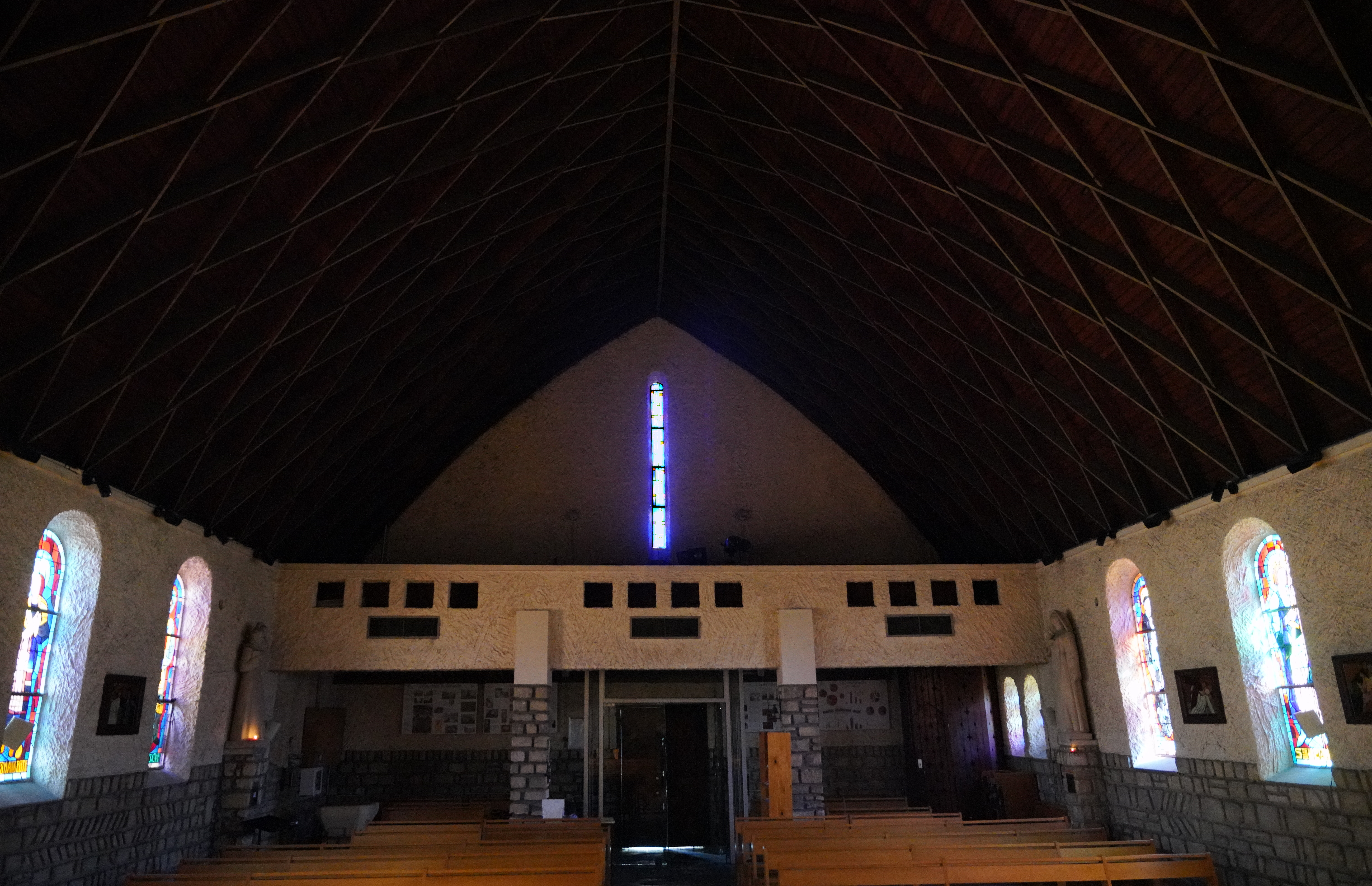
Intérieur de la chapelle.

Statues : Sainte Thérèse de l'Enfant-Jésus d’Antoniucci Volti, Vierge de P. Cazaubon, Saint Antoine de Padoue de Henry Rey, Saint Joseph de J.-O. Maës, et Sacré-Cœur de Robert Coutin, sculpture en taille directe, 
Les vitraux actuels qui remplacent le verre blanc d’origine ont été posés en 1945. Ils sont l'œuvre des maîtres-verriers André Pierre et Marthe Oehler.